# Marinha Real da Nova Zelândia

Bandeira da Marinha Real da Nova Zelândia.

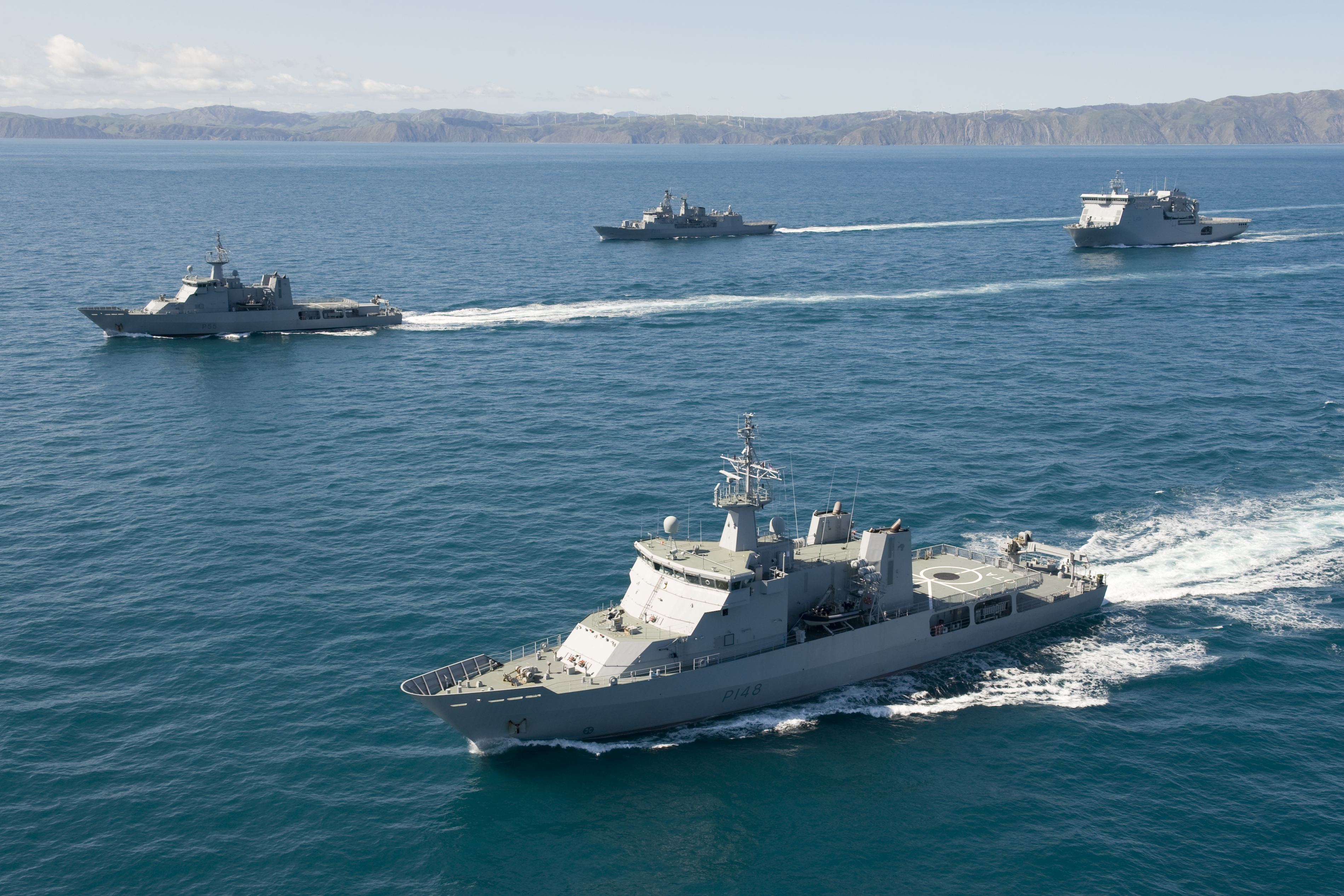
Navios neozelandeses.

A Marinha Real da Nova Zelândia (em inglês: Royal New Zealand Navy - RNZN). (em Maori: Te Moana Taua o Aotearoa, "O Exército do Mar da Nova Zelândia") é o braço marítimo da Força de Defesa da Nova Zelândia. Em janeiro de 2010, a frota era constituída por doze navios, com a força de combate que consiste de duas fragatas.